# Hanna Lundkvist
Hanna Lundkvist (Suecia, 17 de julio de 2002) es una futbolista sueca. Juega como lateral derecho  en el San Diego Wave de la National Women's Soccer League de Estados Unidos Es internacional con Suecia desde 2023. Ganó la Copa de la Reina con el Atlético de Madrid en 2023.

## Trayectoria
Hanna Lundkvist empezó a jugar en el Djurö-Vindö IF. Luego pasó al AIK, en cuyas categorías inferiores logró ganar la Copa Gothia dos veces, obtuvo dos oros consecutivos en el Campeonato Sueco sub-16 y un oro en el Campeonato Sueco sub-15 en fútbol sala.
Debutó profesionalmente en el  el 2 de junio de 2018 y marcó el gol de consolación en la derrota por 3-1 contra el Kvarnsvedens IK en partido de la segunda división sueca.
 En noviembre de 2018 jugó su segundo partido con el primer equipo, esta vez en la Copa de Suecia.
En 2019 fichó junto con su compañera Felicia Saving por el Hammarby. Debutó en el 9 de febrero en la Copa de Suecia con victoria por 3-2 sobre el Ljusdals IF. El 6 de junio marcó su primer gol con su nuevo club ante el Umeå IK FF. En su primera temporada jugó todos los partidos y marcó 4 goles en liga y dio 9 asistencias, y se quedaron cerca del ascenso al quedar en tercera posición. En su segunda temporada atrasó su posición al lateral derecho y volvió a participar en todos los encuentros. En esta ocasión fueron segundas y ascendieron a Primera División.
Debutó en la máxima categoría el 18 de abril de 2021 en una derrota por 1-0 contra BK Häcken. Su único gol en la máxima categoría llegó el 28 de agosto, pero no sirvió para evitar la goleada que recibió su equipo. Concluyeron la temporada en la zona media de la tabla, y Lunkvist jugó 20 de los 22 partidos de liga.
En diciembre de 2021, Lundkvist fue contratado por el Atlético de Madrid. Debutó el 12 de enero de 2021 ante el Villarreal, con goleada para las rojiblancas. Durante sus primeros meses en el club tuvo una escasa participación. Acabaron la temporada en cuarta posición a un punto de la tercera plaza que daba el último cupo para disputar la Liga de Campeones. Fueron finalistas en la Supercopa, en la que perdieron ante el F. C. Barcelona. En la Copa de la Reina el equipo cayó en octavos de final ante el Sporting de Huelva.
En la temporada 2022-23 dispuso de más minutos y jugó varios encuentros como titular. El equipo no fue regular durante la temporada y cambió de técnico, acabando en cuarta posición en liga. En la Copa de la Reina se clasificaron de forma sólida para la final, en la que se enfrentaron al Real Madrid en el Estadio de Butarque de Leganés y salió en la segunda mitad. El equipo ganó el trofeo en la tanda de penaltis tras remontar un 2-0 adverso en el tiempo de descuento.
En la temporada 2023-24 siguió teniendo un rol secundario tras recuperarse de la lesión sufrida antes del Mundial del Fútbol y el 1 de enero de 2024 fue traspasada al San Diego Wave de la National Women's Soccer League.

## Selección nacional
Lundkvist ha jugado con las selecciones sub-17, sub-19 y sub-23 de Suecia.

### Selecciones juveniles
Debutó en la categoría sub-17 el 5 de septiembre de 2017 en un amistoso sub-15 contra Noruega. Un año más tarde marcó su primer gol en un amistoso sub-16, de nuevo ante Noruega. Un mes más tarde marcó en su debut en la primera ronda de clasificación del Campeonato Europeo sub-17 en la goleada por 11-0 sobre Letonia. Se clasificaron para la Ronda Élite tras dos empates ante Georgia y Países Bajos. En la Ronda Élite fueron eliminadas tras dos derrotas y una victoria.
El 28 de agosto de 2019 debutó en la categoría sub-19 con un gol ante Islandia. El 2 octubre marcó dos goles y dio dos asistencias en su debut en el Campeonato Europeo Femenino Sub-19 ante Armenia. Se clasificaron para disputar la Ronda Élite, que no se celebró debido a la pandemia de COVID-19.
En septiembre de 2021 debutó con la selección sub-23 en un amistoso ante Países Bajos.

### Selección absoluta
Fue convocada con la selección absoluta en octubre de 2022 de cara a un partido amistoso contra Australia. Jugó su primer partido internacional el 16 de febrero de 2023 en un amistoso contra China con victoria por 4-1. El 13 de junio fue convocada para disputar el Mundial de 2023, pero el 17 de julio, justo el día de su cumpleaños, se lesionó el tobillo en un partido preparatorio y causó baja de la convocatoria.

## Estadísticas

### Clubes
Actualizado al último partido jugado el 13 de enero de 2024.
| Club | Div.          | Temporada     | Liga  | Liga  | Liga   | Copas nacionales(1) | Copas nacionales(1) | Copas nacionales(1) | Copas internacionales(2) | Copas internacionales(2) | Copas internacionales(2) | Total | Total | Total  | Media goleadora(3) |
| Club | Div.          | Temporada     | Part. | Goles | Asist. | Part.               | Goles               | Asist.              | Part.                    | Goles                    | Asist.                   | Part. | Goles | Asist. | Media goleadora(3) |
| --- | ------------- | ------------- | ----- | ----- | ------ | ------------------- | ------------------- | ------------------- | ------------------------ | ------------------------ | ------------------------ | ----- | ----- | ------ | ------------------ |
| AIK · Suecia | 2.ª           | 2018          | 1     | 1     | 0      | 1                   | 0                   | 0                   | -                        | -                        | -                        | 2     | 1     | 0      | 0.50               |
| AIK · Suecia | Total club    | Total club    | 1     | 1     | 0      | 1                   | 1                   | 0                   |                          |                          |                          | 2     | 1     | 0      | 0.50               |
| Hammarby · Suecia |               |               |       |       |        |                     |                     |                     |                          |                          |                          |       |       |        |                    |
| 2.ª | 2019          | 26            | 4     | 9     | 4      | 0                   | 0                   | -                   | -                        | -                        | 30                       | 4     | 9     | 0.13   |                    |
| 2.ª | 2020          | 26            | 2     | 4     | 3      | 0                   | 0                   | -                   | -                        | -                        | 29                       | 2     | 4     | 0.07   |                    |
| 1.ª | 2021          | 20            | 1     | 0     | 1      | 0                   | 0                   | -                   | -                        | -                        | 21                       | 1     | 0     | 0.05   |                    |
| Total club | Total club    | 72            | 7     | 13    | 8      | 0                   |                     |                     |                          |                          | 80                       | 7     | 13    | 0.09   |                    |
| Atlético de Madrid B · España |               |               |       |       |        |                     |                     |                     |                          |                          |                          |       |       |        |                    |
| 2ª. RFEF | 2022-23       | 1             | 0     |       | -      | -                   | -                   | -                   | -                        | -                        | 1                        | 0     |       | -      |                    |
| Total club | Total club    | 1             | 0     |       |        |                     |                     |                     |                          |                          | 1                        | 0     |       | -      |                    |
| Atlético de Madrid · España |               |               |       |       |        |                     |                     |                     |                          |                          |                          |       |       |        |                    |
| 1.ª | 2021-22       | 5             | 0     | 0     | 2      | 0                   | 0                   | -                   | -                        | -                        | 7                        | 0     | 0     | 0      |                    |
| 1.ª | 2022-23       | 23            | 0     | 1     | 4      | 1                   | 0                   |                     |                          |                          | 27                       | 1     | 1     | 0.04   |                    |
| 1.ª | 2023-24       | 6             | 0     | 0     | 1      | 0                   | 0                   |                     |                          |                          | 7                        | 0     | 0     | -      |                    |
| Total club | Total club    | 34            | 0     | 1     | 7      | 1                   | 0                   |                     |                          |                          | 41                       | 1     | 1     | 0.03   |                    |
| Total carrera | Total carrera | Total carrera | 108   | 8     | 14     | 16                  | 2                   | 0                   |                          |                          |                          | 124   | 10    | 14     | 0.09               |
| (1) Incluye datos de la Copa de Suecia, Copa de la Reina y la Supercopa. (2) Incluye datos de Liga de Campeones Femenina de la UEFA. (3) No incluye goles en partidos amistosos. |               |               |       |       |        |                     |                     |                     |                          |                          |                          |       |       |        |                    |

### Selección
Actualizado al último partido jugado el 5 de diciembre de 2023.
| Selecciones                                                                       | Año   | Otros Oficiales(4) | Otros Oficiales(4) | Otros Oficiales(4) | Mundial | Mundial | Mundial | Amistosos | Amistosos | Amistosos | Total | Total | Total  | Media goleadora |
| Selecciones                                                                       | Año   | Part.              | Goles              | Asist.             | Part.   | Goles   | Asist.  | Part.     | Goles     | Asist.    | Part. | Goles | Asist. | Media goleadora |
| --------------------------------------------------------------------------------- | ----- | ------------------ | ------------------ | ------------------ | ------- | ------- | ------- | --------- | --------- | --------- | ----- | ----- | ------ | --------------- |
| Sub-17                                                                            | 2017  |                    |                    |                    |         |         |         | 2         | 0         | 0         | 2     | 0     | 0      | 0               |
| Sub-17                                                                            | 2018  | 3                  | 1                  | 0                  |         |         |         | 9         | 1         | 0         | 12    | 2     | 0      | 0.17            |
| Sub-17                                                                            | 2019  | 3                  | 0                  | 0                  |         |         |         | 2         | 0         | 0         | 5     | 0     | 0      | 0               |
| Sub-17                                                                            | Total | 6                  | 1                  | 0                  |         |         |         | 13        | 1         | 0         | 19    | 2     | 0      | 0.11            |
| Sub-19                                                                            | 2019  | 3                  | 2                  | 3                  |         |         |         | 4         | 1         | 0         | 7     | 3     | 3      | 0.42            |
| Sub-19                                                                            | 2020  |                    |                    |                    |         |         |         | 5         | 0         | 0         | 5     | 0     | 0      | 0               |
| Sub-19                                                                            | Total | 3                  | 2                  | 3                  |         |         |         | 9         | 1         | 0         | 12    | 3     | 3      | 0.25            |
| Sub-23                                                                            |       |                    |                    |                    |         |         |         |           |           |           |       |       |        |                 |
| 2021                                                                              |       |                    |                    |                    |         |         | 4       | 0         | 0         | 4         | 0     | 0     | 0      |                 |
| 2022                                                                              |       |                    |                    |                    |         |         | 8       | 0         | 0         | 8         | 0     | 0     | 0      |                 |
| Total                                                                             |       |                    |                    |                    |         |         |         | 12        | 0         | 0         | 12    | 0     | 0      | 0               |
| Abs.                                                                              |       |                    |                    |                    |         |         |         |           |           |           |       |       |        |                 |
| 2023                                                                              | 4     | 0                  | 0                  |                    |         |         | 4       | 0         | 0         | 8         | 0     | 0     | 0      |                 |
| Total                                                                             |       | 4                  | 0                  | 0                  |         |         |         | 4         | 0         | 0         | 8     | 0     | 0      | 0               |
| (4) Se incluyen Eurocopas y Juegos Olímpicos. No incluye competiciones amistosas. |       |                    |                    |                    |         |         |         |           |           |           |       |       |        |                 |

## Palmarés

### Campeonatos nacionales
| Título           | Club               | País   | Año     |
| ---------------- | ------------------ | ------ | ------- |
| Copa de la Reina | Atlético de Madrid | España | 2022-23 |